# Michael Ehregott Grose
Michael Ehregott Grose (1747 – 24. september 1795) var en tyskfødt musiker, organist ved Christians Kirke i København, musiklærer og komponist, som virkede i Norge og Danmark sidst i 1700-tallet.
Ehregott kendes som organist i Brandenburg an der Havel i 1784 og som stadsmusikant i Kristiansand i Norge i 1787, men allerede 1789 boede han i København, hvor han 1791-1795 var organist ved Christians Kirke og tilsyneladende derefter afgået ved døden. Han virkede også uden stor succes som musiklærer og orgelvirtuos.
Han skrev en del musik og havde fået udgivet sange og klaverstykker i Tyskland før han rejste nordpå. Mens han boede i København skrev han nogle instrumentalkoncerter, motetter, og kantater som blev spillet i nogle af de musikalske klubber som denne tid var rig på.

## Musik
- Samling af lette Harpe, Claveer og Syngestykker for Liebhavere og Begyndere (1791)
- Kantate opført i det Kongelige musikalske Academie i Stockholm den 1ste december 1792, i anledning af hendes kongelige høiheds kronprindsessens nedkomst.
- Morgenen (sange 1793)
- Cembalosonata nr. 1